# Turbidymetria
Turbidymetria – metoda spektrofotometryczna w chemii analitycznej; służy do pomiaru mętności zawiesin. Istota metody jest analogiczna, jak w przypadku innych metod spektrofotometrycznych i opiera się na pomiarze relacji pomiędzy ilością światła emitowanego przez źródło, a ilością światła docierającą do detektora spektrofotometru, po przejściu przez komórkę (kuwetę) z badaną próbką. Relacja ta zależy głównie od stężenia cząstek zawiesiny, na których zachodzi dyspersja światła.
Turbidymetria należy do metod analitycznych o stosunkowo niewielkiej precyzji. Bywa wykorzystywana m.in. w konstrukcji bioreaktorów, gdzie służy do badania ilości utworzonej biomasy mikroorganizmów (jest to tzw. turbidostat).